# Masacre de Bahía Portete
La masacre de Bahía Portete fue un asesinato masivo en la localidad de Bahía Portete (ubicado en el municipio de Uribia, en el departamento de La Guajira), el 18 de abril de 2004, pocos días después de instalada la mesa de negociación entre el Gobierno y los paramilitares en Santafe de Ralito. Fue perpetrada por grupos paramilitares de las Autodefensas Unidas de Colombia (AUC) Contrainsurgencia Wayuu, bloque liderado por Rodrigo Tovar Pupo (alias 'Jorge 40'), matando a 12 personas y la desaparición de una. Unas 600 personas fueron desplazadas contra su voluntad y se refugiaron en la vecina Venezuela.
Los hombres de Jorge 40, conocidos por alias "Pablo" y "Chema Bala" dispararon contra el grupo indígena en la bahía Portete después de recibir informes de que estos estaban perpetrando "secuestros y robos" en la región. Cinco miembros de la familia Fince Epinayú fueron asesinados, acusados de secuestrar a un inmigrante libanés.
El diario español El Mundo informó en 2004 que los motivos eran las rivalidades entre facciones de los paramilitares de "Jorge 40" y otro jefe paramilitar conocido como "Chema Balas" por el control del puerto de Bahía Portete. Se calcula la muerte de 30 miembros de wayuu, 60 desaparecidos y unos 250 desplazados forzadamente hacia Venezuela. Los paramilitares pertenecientes a las AUC se desmovilizaron en 2006, pero surgieron nuevas organizaciones de tráfico de drogas como las Águilas Negras.